# Bok (maso)

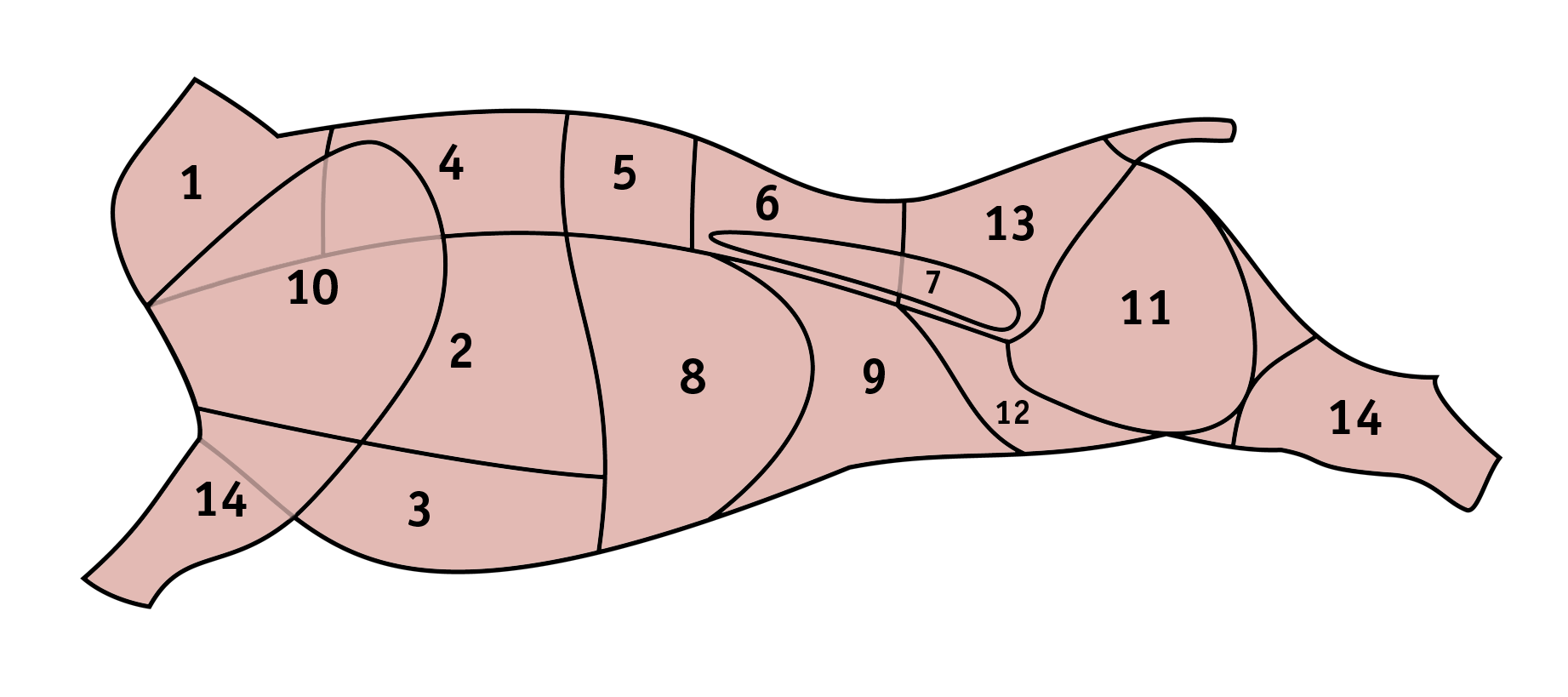
Schematické znázornění dílů hovězího masa – pod číslem 8 je bok s kostmi, bok bez kostí pak pod číslem 9

Schematické znázornění dílů vepřového masa – bůček je pod číslem 9 a 10

Bok je část čtvrtě jatečně opracované půlky jatečného skotu, telat, jehňat, ovcí, prasat i koní. U prasat se nazývá též bůček, u telat, ovcí a jehňat se označuje jako pupek. U dospělého skotu se dále dělí na bok s kostmi a bok bez kostí.
Vymezení boku jako dílu masa při bourání je odlišné v závislosti na druhu poraženého zvířete, vždy se však jedná skutečně o bok, tzn. boční část těla, bez hřbetu a páteře. U prasat tvoří podklad boku hrudní části všech žeber, žeberní chrupavky a hrudní kost. Vepřový bok s kostí je možno i vykostit způsobem „na žebírko“, při kterém jsou žebra odřezána a prodávána zvlášť. V těchto tzv. „masitých kostech“ musí být alespoň 30 % masa. Maso je tvořeno hlavně svaly břišní stěny, tzn. příčný, šikmý vnější i vnitřní a přímý sval břišní, dále přímý sval hrudní a u prasete, koně a ovcí také mezižeberní svaly, prsní a pilovité svaly. U telat nemá pupek kostní podklad a je tvořen pouze svaly břišní stěny. Naproti tomu u ostatních zvířat je pupek podložený všemi žebry a zahrnuje i břišní stěnu bez kostního podkladu.
Bok je obecně méně kvalitní maso, hodí se na pečení, nadívání, uzení, vaření a dušení. Je také surovinou pro některé masné výrobky, jako je anglická slanina.

## Související články

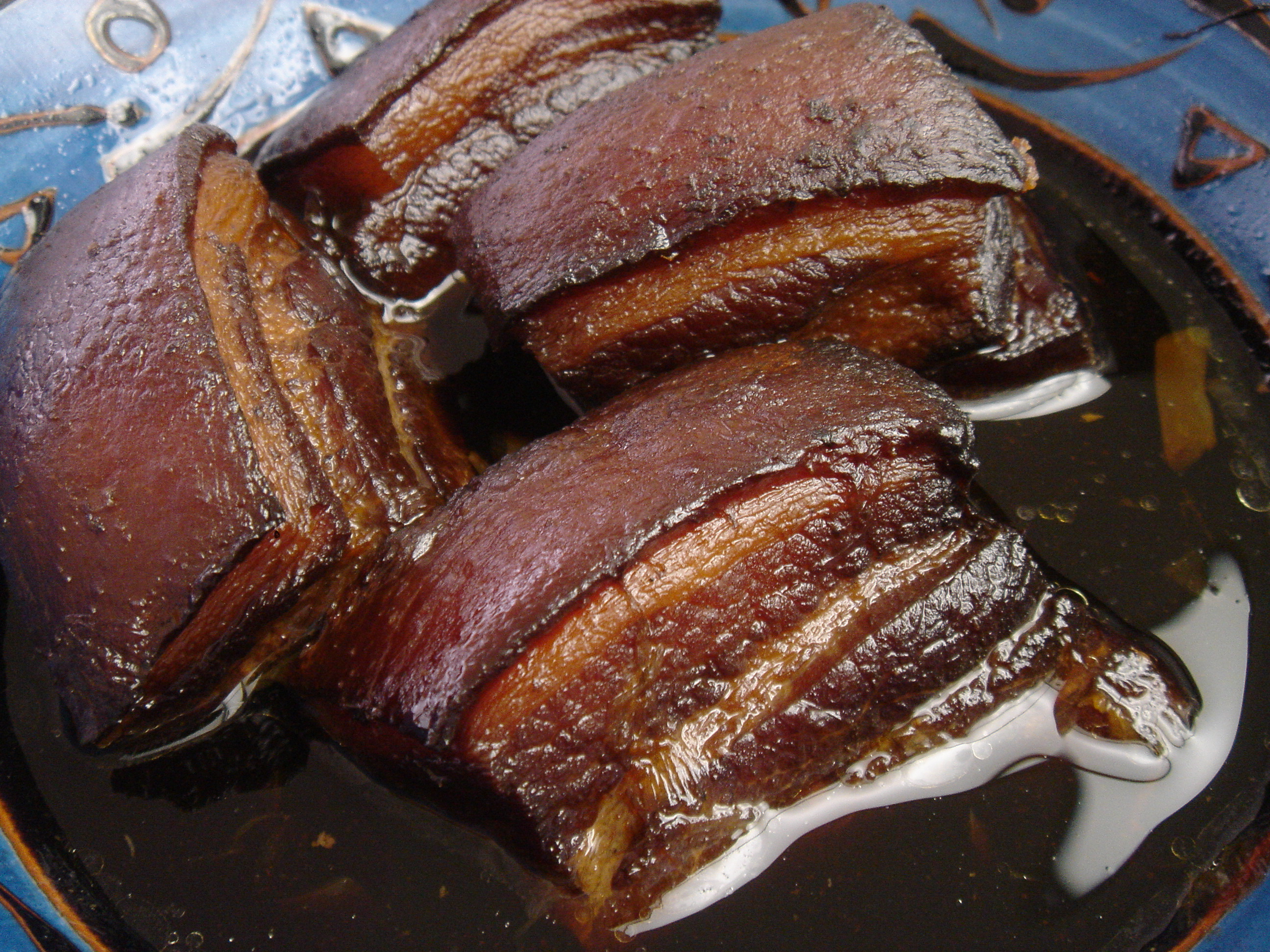
Pečený bůček